# Чикора (Пенсилванија)
Чикора (енгл. Chicora) град је у америчкој савезној држави Пенсилванија.

## Демографија
По попису из 2010. године број становника је 1.043, што је 22 (2,2%) становника више него 2000. године.
| Група             | 2000.         | 2010.         |
| Белци             | 1.016 (99,5%) | 1.029 (98,7%) |
| Афроамериканци    | 2 (0,2%)      | 2 (0,2%)      |
| Азијати           | 0 (0,0%)      | 3 (0,3%)      |
| Хиспаноамериканци | 0 (0,0%)      | 4 (0,4%)      |
| Укупно            | 1.021         | 1.043         |